# Kawasaki Ki-100
El Kawasaki Ki-100 nació como un desarrollo con motor radial del caza Kawasaki Ki-61 "Hien", debido a la falta del motor lineal Kawasaki Ha-140 que equipaba a este y que ya no estaba disponible debido al bombardeo de la fábrica donde se producía.

## Historia
La producción del Kawasaki Ki-61 se vio seriamente afectada cuando, en enero de 1945, bombarderos norteamericanos destruyeron casi totalmente la factoría Akashi donde se fabricaban los motores Ha-140, así como 30 aparatos preparados ya para su entrega. Quedaron 275 células sin motores, y aquí podía haber terminado la historia del "Hien".
Afortunadamente ya en noviembre de 1944 habían comenzado los estudios para soslayar los problemas ocasionados por el motor Ha-140. Se carecía de tiempo para desarrollar un nuevo caza así que se encargó a Kawasaki el trabajo de adaptar al Ki-61-II un motor radial de 14 cilindros Mitsubishi Ha-112-II de 1500 hp. Se consiguió en menos de tres meses, y en medio de intensos bombardeos, uno de los logros tecnológicos más sorprendentes de la guerra. Fue bastante difícil instalar el motor Ha-112 de 1,22 m de diámetro en un fuselaje de solo 84 cm de sección máxima. Pero, el nuevo aparato, transformado de un Ki-61-II KAI y resignado Ki-100, realizó su primer vuelo el 1 de febrero de 1945.
A pesar de su volumen, el motor radial, como resultado del menor peso, la consiguiente reducción reducción de carga alar y la mayor relación peso/potencia, conseguía características de maniobravilidad muy superiores, con la ligera disminución de algunas prestaciones. Por su fuera poco, el motor radial adquirió una excelente reputación gracias a su gran fiabilidad. El acelerado programa de vuelos de evaluación fue seguido de la orden de motorizar las células existentes de Ki-61-II.
El nuevo Hien fue considerado por los pilotos y el personal de mantenimiento como el mejor y más fiable caza del Ejército Imperial japonés, fácil de pilotar incluso para los pilotos más jóvenes e inexpertos que ahora iban a librar los más fieros combates aéreos. Además de hacer un excelente papel como destructor de bombarderos, el Ki-100 resultó un digno adversario para los cazas norteamericanos.

## Variantes
Ki-100Designación aplicada a tres prototipos que se terminaron en febrero de 1945, convertidos a partir de células de Ki-61-II KAI sin completar y motores radiales Ha-112-II.
Ki-100-IaConstruidos a partir de células de Ki-61-II KAI sin terminar y motores radiales Ha-112-II. Se fabricaron 272 unidades.
Ki-100-IbEn esta variante se adoptó el fuselaje previsto para el Ki-61-III, con la sección del mismo acortada y con una cabina de burbuja con visibilidad en todas direcciones. El motor era el mismo que en las versiones anteriores. Se construyeron 99 unidades.
Ki-100-IIVariante de la que sólo se construyeron 3 prototipos que estaban provistos de un motor Mitsubishi Ha-112-IIru con turbocompresor para mejorar sus prestaciones a grandes altitudes. No se construyeron aparatos de serie.

## Especificaciones (Ki-100-1a/b Goshikisen)
Referencia datos: Japanese Aircraft of the Pacific War

### Características generales
- Tripulación: 1 piloto
- Longitud: 8,82 m
- Envergadura: 12 m
- Altura: 3,75 m
- Superficie alar: 20 m²
- Peso vacío: 2.525 kg
- Peso cargado: 3.495 kg
- Planta motriz: 1× Motor radial Mitsubishi Ha 112-II.
  - Potencia: 1.120 kW (1.500 HP)

### Rendimiento
- Velocidad máxima operativa (Vno): 580 km/h
- Velocidad crucero (Vc): 400 km/h
- Alcance: 2.200 km
- Techo de vuelo: 11.000 m
- Régimen de ascenso: 5.000 m en 6 min

### Armamento
- Ametralladoras: 2× Ho-103 de calibre 12,7 mm montadas en las alas

- Cañones: 2× Ho-5 de 20 mm montados en el fuselaje

### Desarrollos relacionados
- Kawasaki Ki-61

### Aeronaves similares
- Focke-Wulf Fw 190
- Lavochkin La-7
- Nakajima Ki-84

### Listas relacionadas
- Anexo:Cazas de la Segunda Guerra Mundial
- Anexo:Aeronaves militares utilizadas en la Segunda Guerra Mundial